# Сусеї
Сусеї (рос. Сусеи) — село в Ульяновському районі Калузької області Російської Федерації.
Населення становить 0 осіб. Входить до складу муніципального утворення Село Дудоровський.

## Історія
Від 2004 року входить до складу муніципального утворення Село Дудоровський

## Населення
| 1859 | 1880 | 1897 | 1913 | 1939 | 2002 | 2010 |
| ---- | ---- | ---- | ---- | ---- | ---- | ---- |
| 465  | ↗498 | ↗606 | ↗698 | ↘623 | ↘0   | →0   |